# Каменка (Еланецкий район)
Каменка (укр. Кам'янка) — село в Еланецком районе Николаевской области Украины.
Основано в 1790 году. Население по переписи 2001 года составляло 238 человек. Почтовый индекс — 55550. Телефонный код — 5159. Занимает площадь 0,427 км².

## История
В 1946 году указом ПВС УССР село Аристарховка переименовано в Каменку.

## Местный совет
55550, Николаевская обл., Еланецкий р-н, с. Маложеневка, ул. Шевченка, 10